# Aleksandr Kúroix
Aleksandr Gennádievitx Kúroix, rus: Алекса́ндр Генна́диевич Ку́рош(1908—1971) — fou un matemàtic soviètic - algebrista, doctor en ciències físiques i matemàtiques, professor de la Universitat Estatal de Moscou. Autor de nombroses obres, monografies i llibres de text, que conserven valor en els nostres dies. Per la seva obra, va ser guardonat amb el Premi P. L. Txebixev (1946) i el Premi Estatal de l'URSS (pòstumament). També va ser guardonat amb l'Orde de la Bandera Roja del Treball i l'Orde de la Insígnia d'Honor. Membre honorari de les Societats Matemàtiques de Moscou i els Urals, doctor honoris causa per les universitats de Lió (França) i Brno (Txecoslovàquia).

## Biografia
Després de graduar-se a la Universitat de Smolensk el 1928, A. G. Kuroix va ser enviat a la Universitat de Saràtov, on va establir i dirigir el departament d'àlgebra.
Des del 1930 fins al final de la seva vida va ensenyar a la Universitat de Moscou, a la qual va dedicar més de 40 anys. Va protestar contra la repressió patida per Dmitri Iegórov, per la qual cosa va ser expulsat del Komsomol (1930). El 1936 va defensar la seva tesi doctoral sota la supervisió de l'acadèmic Pavel Alexàndrov. Fou professor titular de la Universitat Estatal de Moscou des de 1937.
En 1949, A. G. Kúroix va encapçalar el departament d'àlgebra superior de la Facultat de Mecànica i Matemàtiques de la Universitat Estatal de Moscou i va ser-ne el seu cap fins a la seva mort el 1971.
V.N. Làtixev recorda, amb molta atenció, que Kuroix es desvivia per la feina delss joves professors del departament: sovint assistia a les seves classes, i després, a les reunions del departament que duia a terme, sense dir noms, revisava moments concrets, criticava les deficiències i oferia als altres professors tècniques d'èxit. Kúroix deia: 
| « | Si el mestre no té la gola seca quan surt de l'aula, és que no és un mestre de debò. | » |

La signatura de Kúroix era una de les de la "carta de 99 matemàtics" (1968) en defensa del detingut Aleksandr Iessenin-Volpin.Aviat va aparèixer una declaració a la premsa soviètica, segons la qual A. G. Kúroix no havia signat aquesta carta. Tanmateix, Kúroix va ser destituït del càrrec de cap de departament a l'Institut Pedagògic de Moscou.
La duresa d'aquests esdeveniments va afectar de manera important Kúroix, fins al punt que va patir un infart. Si bé no es va recuperar de la malaltia, va continuar treballant i fent classes, i aviat va morir de sobte.
A. G. Kúroix va ser el redactor en cap d'una biografia en dos volums i un llibre de referència bibliogràfica:
1. «Математика в СССР за сорок лет. 1917—1957» / “Matemàtiques a l'URSS durant quaranta anys. 1917-1957"
2. «Математика в СССР. 1958—1967» “Matemàtiques a l'URSS. 1958-1967"

## Treball
Kúroix va començar el 1932, inspirat en les obres d'Otto Schreier, a treballar en productes lliures de grups, i va demostrar el seu teorema en subgrups (Teorema de Kúroix sobre els subgrups) en un treball als Mathematische Annalen. Kúroix també va ser conegut per un dels primers llibres de text moderns sobre teoria de grups, que va completar el 1940 i es va publicar el 1944 (la segona edició, completament revisada, és del 1952). Kúroix també va treballar en altres àrees de l'àlgebra com ara la teoria d'anells i la teoria de categories (sobre les quals va organitzar un seminari a Moscou a finals dels anys 50) i va publicar el 1960 un altre llibre de text sobre àlgebra universal. El seu nom també està associat amb un dels teoremes clàssics de la teoria del reticle, l'anomenat teorema de Kúroix-Ore.
Kúroix va estar al Consell de la Societat Matemàtica de Moscou des del 1933, i durant un temps va ser-ne el seu vicepresident. El 1970 va ser elegit membre de la Leopoldina.

## Obres principals
- (alemany) Zur Zerlegung unendlicher Gruppen. Mathematische Annalen, vol. 106, 1932.
- (alemany) Über freie Produkte von Gruppen. Mathematische Annalen, vol. 108, 1933.
- (alemany) Die Unterprodukte der freien Produkte von beliebigen Gruppen. Mathematische Annalen, vol. 109, 1934.
- (rus) Радикалы в теории групп. Доклады Академии наук 141 (1961), pàgines. 789—791.
- (rus) Неассоциативные свободные алгебры и свободные произведения алгебр, Математический сборник, 20 (62), 1947, pàgines. 239—262.
- (alemany) Zur Theorie der Kategorien. Deutscher Verlag der Wissenschaften, Berlín 1963.
- (alemany) Vorlesungen über Allgemeine Algebra. Harri Deutsch, Zuric 1964.
- (rus) Теория групп (3a edició) Moscou, Nauka, 1967. El llibre va ser traduït a l'alemany (1953, 1970), hongarès (1955), anglès (1955, 1960), romanès (1958), japonès (1960) i xinès.
  - Reimpressió: Fizmatlit, 2011, ISBN 978-5-9221-1349-6.
- (alemany) Курс высшей алгебры (9a edició) Moscou, Nauka: 1968.
- (alemany) Gruppentheorie, 2 volums, Akademie Verlag, Berlín, 2a edició 1970, 1972
- (rus) Лекции по общей алгебре. Moscou, Nauka: 1973, 401 pàgs. Traduït i publicat en anglès, alemany, xinès, polonès, japonès, francès i txec.
- (rus) Общая алгебра. Лекции 1969-1970 учебного года. Moscou, Nauka, 1974. - 160 pàgs.

## Família
La seva esposa, Zoia Kíxkina (1917–1987), va ser una estudiant graduada d'A. G. Kúroix, posteriorment professora d'anàlisi matemàtica i àlgebra abstracta a la Facultat de Mecànica i Matemàtiques de la Universitat Estatal de Moscou.
La seva filla, Nina, és professora titular de la Facultat d'Econòmiques de la Universitat Estatal de Moscou.